# Fülöp-szigeteki karvalykakukk
A Fülöp-szigeteki karvalykakukk (Hierococcyx pectoralis) a madarak osztályának kakukkalakúak (Cuculiformes) rendjébe, ezen belül a kakukkfélék (Cuculidae) családjába tartozó faj.

## Rendszerezése
A fajt Jean Cabanis és Ferdinand Heine írták le 1863-ban. Egyes szervezetek a Cuculus nembe sorolják Cuculus pectoralis néven.

## Előfordulása
A Fülöp-szigetek területén honos. Természetes élőhelyei a szubtrópusi és trópusi síkvidéki esőerdők, valamint ültetvények és másodlagos erdők. Állandó, nem vonuló faj.

## Megjelenése
Testhossza 28 centiméter.

## Természetvédelmi helyzete
Az elterjedési területe nagyon nagy, egyedszáma viszont csökken, de még nem éri el a kritikus szintet. A Természetvédelmi Világszövetség Vörös listáján nem fenyegetett fajként szerepel.